# Braga
För andra betydelser, se Braga (olika betydelser).
Braga (portugisiska: [ˈbɾaɣɐ]

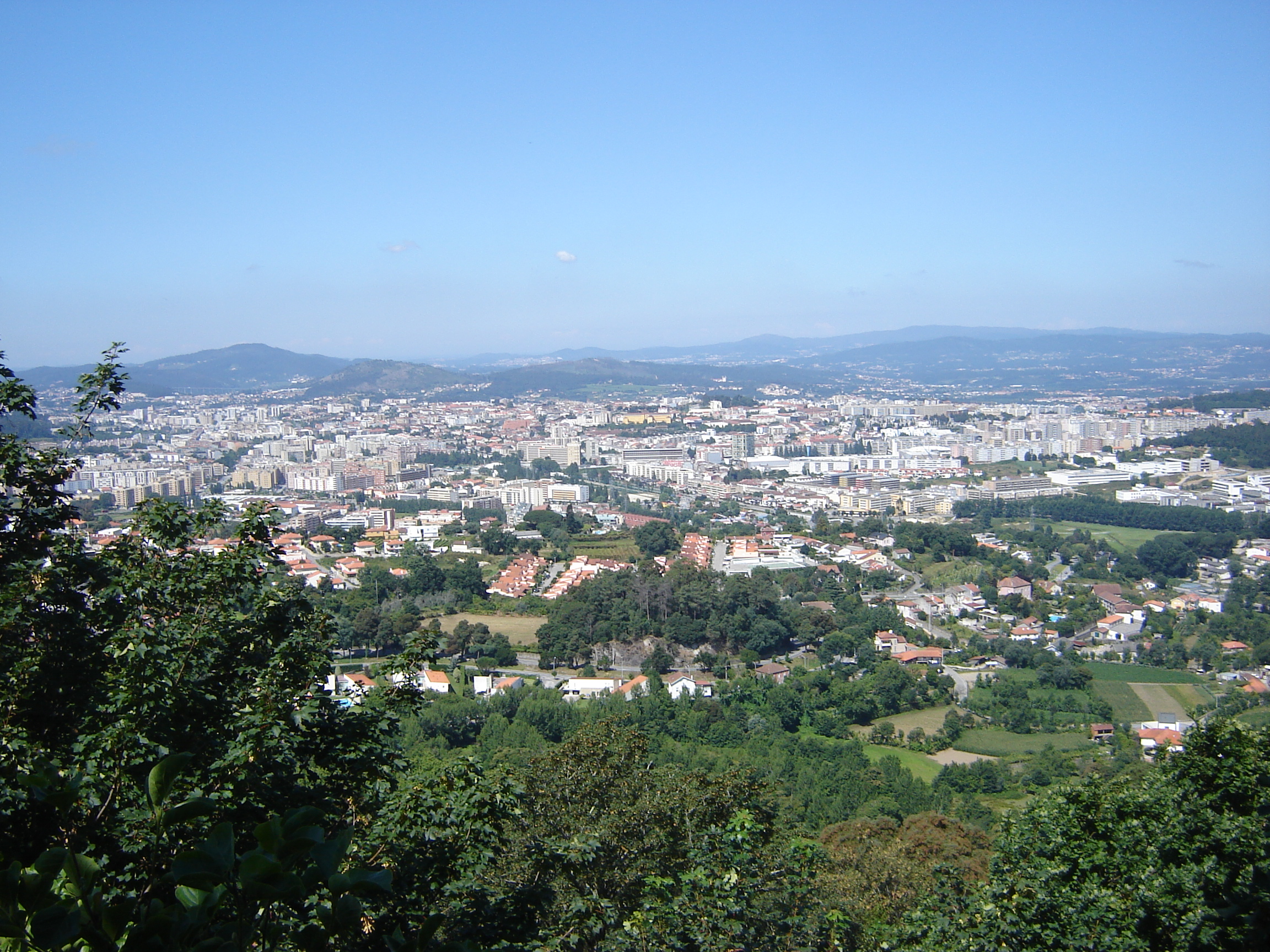
Braga

 ( lyssna)) är en stad och kommun i nordvästra Portugal. Den är centralort i Bragas kommun och residensstad i Bragas distrikt. Staden har cirka 175 836 invånare (2021) och en yta på 111 km². 
Braga har flera sevärdheter, bland annat Bom Jesus do Monte, en vallfartskyrka öster om staden vilken kan nås via bergbanan Elevador do Bom Jesus.

## Historia
Braga var under antiken känd under namnet Bracara Augusta, flera ruiner från romersk tid finns ännu kvar. Under folkvandringstid spelade Braga en betydande roll som svebernas huvudstad på pyreneiska halvön.

## Stadsdelar
Staden är indelat i 37 freguesias) (kommundelar).

- Adaúfe
- Arentim e Cunha
- Braga (Maximinos, Sé e Cividade)
- Braga (São José de São Lázaro e São João do Souto)
- Braga (São Vicente)
- Braga (São Vítor)
- Cabreiros e Passos (São Julião)
- Celeirós, Aveleda e Vimieiro
- Crespos e Pousada
- Escudeiros e Penso (Santo Estêvão e São Vicente)
- Espinho
- Esporões
- Este (São Pedro e São Mamede)
- Ferreiros e Gondizalves
- Figueiredo
- Gualtar
- Guisande e Oliveira (São Pedro)
- Lamas
- Lomar e Arcos
- Merelim (São Paio), Panoias e Parada de Tibães
- Merelim (São Pedro) e Frossos
- Mire de Tibães
- Morreira e Trandeiras
- Nogueira, Fraião e Lamaçães
- Nogueiró e Tenões
- Padim da Graça
- Palmeira
- Pedralva
- Priscos
- Real, Dume e Semelhe
- Ruilhe
- Santa Lucrécia de Algeriz e Navarra
- Sequeira
- Sobreposta
- Tadim
- Tebosa
- Vilaça e Fradelos

## Utbildning

### Universitet
- Minhos universitet
- Katolska universitetet

### Gymnasieskolor
Braga förfogar över sju kommunala gymnasieskolor.
Den mest prestigefyllda är College Dom Diogo de Sousa.

### Grundskolor
Det finns 104 grundskolor, samt 63 förskolor.

## Kommunikationer
Staden ligger vid motorvägarna A 11 (från Apúlia till Penafiel) och A 3 (från Porto till Valença).

## Vänorter
- Frankrike - Clermont-Ferrand
- Frankrike - Puteaux
- Brasilien - Santo André (São Paulo)
- Kap Verde - S. Nicolau
- Guinea-Bissau - Bissorã
- Spanien - Astorga (Braga har haft staden Astorga som ”vänort” i mer än 2000 år.)

## Sport

### Större idrottsanläggningar
Den största idrottsarenan i Braga är Estádio Municipal de Braga, vanligen kallat A Pedreira ("Stenbrottet").

### Idrottsföreningar
- SC Braga, vanligen kallat Sporting Clube de Braga, har ett fotbollslag som spelar i Primeira Liga .[7]